# Imipramină
Imipramina este un medicament antidepresiv din clasa antidepresivelor triciclice și este utilizat în tratamentul depresiei majore și a altor afecțiuni precum tulburările de anxietate. Căile de administrare disponibile sunt orală și intramusculară. Este un derivat de dibenzazepină.